# Ribeirão Vermelho
Ribeirão Vermelho es un municipio brasileño del estado de Minas Gerais. Tiene una población estimada, a mediados de 2020, de 4,047 habitantes.
Es uno de los menores municipios del Estado, con apenas 49,25 km² de territorio. La región es montañosa y el río Grande es su principal cuenca hidrográfica. El crecimiento, tanto poblacional como económico, está ligado a la implantación de la comunicación ferrovial en la región, dado que la vía de Ferrocarril Oeste de Minas allí construida mediante puentes facilitó e incrementó el comercio y propició oportunidades de empleo.
La arena es su principal producto mineral, y la agricultura tiene por base el café y el maíz. El Centro Literario apoya las iniciativas culturales.
El poblado nació en 1886, en el margen opuesto a la vera de Ribeirão Vermelho con el río Grande por medio, en tierras de Ana Custódia del Nascimento. En 1888, el poblado pasa a ser conocido por el nombre actual. En 1901, se crea el distrito, elevado a la categoría de municipio en 1948, separándose de Lavras.

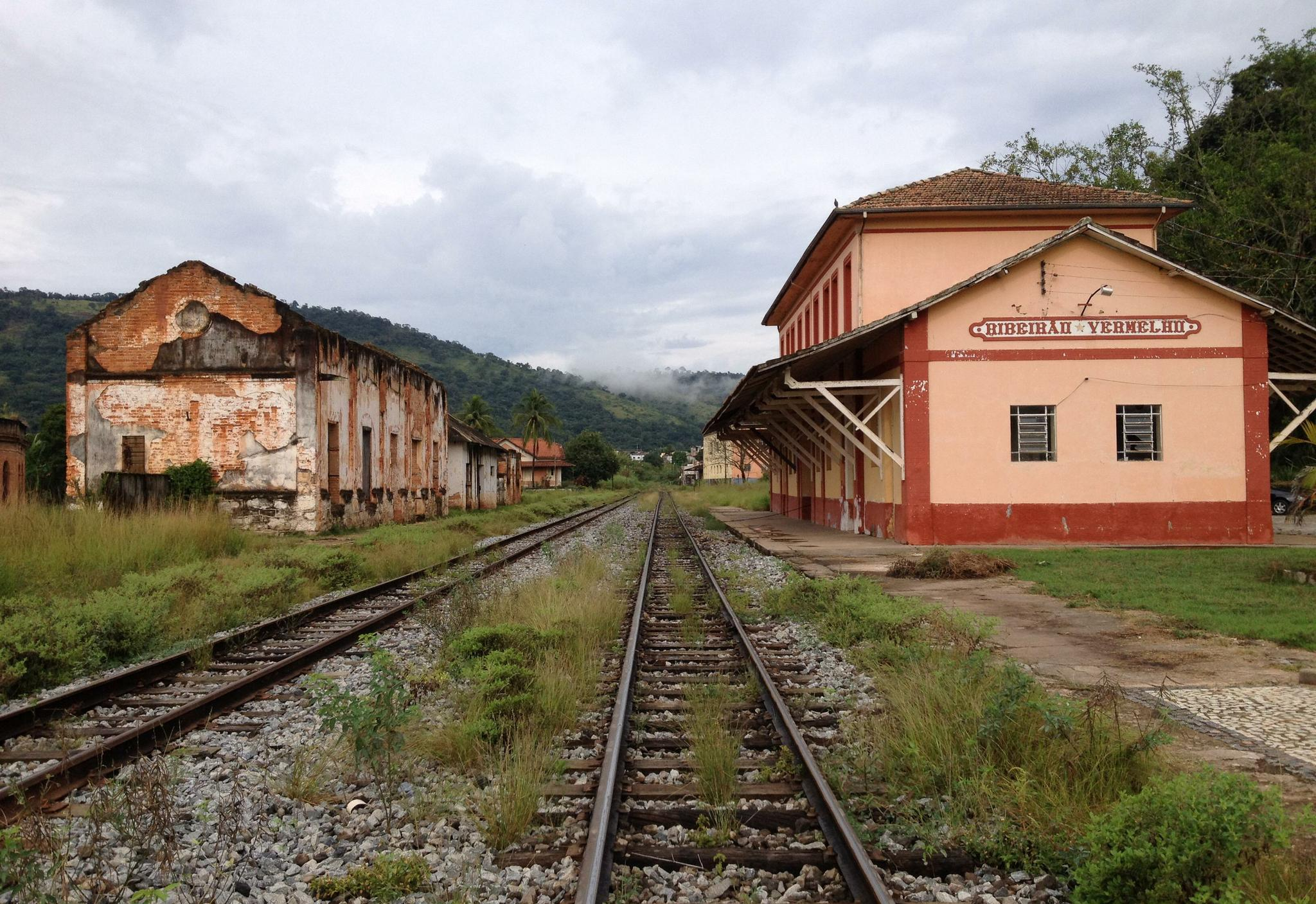
Estación de Ribeirão Vermelho

El municipio posee un archivo ferroviario muy extenso, localizado junto a la estación de Ribeirão Vermelho.